# Czarna wdowa
Czarna wdowa (Latrodectus mactans) – gatunek silnie jadowitego pająka z rodziny
omatnikowatych, największy przedstawiciel tej rodziny. Przeciętna długość ciała dorosłej samicy wynosi 8–10 mm. Samce są zdecydowanie mniejsze – długość ich ciała wynosi zwykle 3–4 mm. Charakterystyczny wygląd nadaje mu czerwona plamka w kształcie klepsydry na spodzie opistosomy. Czarna wdowa jest często mylona z karakurtem.
Czarna wdowa zamieszkuje wszystkie stany Stanów Zjednoczonych z wyjątkiem Alaski. Występuje również w Meksyku, na Kubie, w Gwatemali, Belize, Hondurasie, Salwadorze, Nikaragui i Kostaryce. Gatunek ten zaobserwowano także na Jamajce, Haiti i Dominikanie oraz na Bermudach i Hawajach.
Zaniepokojona ukrywa się, ale lubi żyć blisko ludzi. Jej jad, neurotoksyna, jest 15 razy silniejszy od jadu grzechotnika, zabija owady i paraliżuje ssaki i ptaki, u człowieka powoduje zatrucie, silne bóle, jednak bardzo rzadko powoduje śmierć, ponieważ pająk wstrzykuje bardzo małą dawkę jadu. Ugryzienie nie jest bolesne, dotkliwe są natomiast skurcze mięśni występujące 20–30 minut po ukąszeniu, z czego najgorsze mogą być bóle kurczowe brzucha trwające nawet do 48 godzin.
Jeżeli samiec czarnej wdowy po kopulacji zbyt długo zwleka z odstąpieniem od samicy może zostać przez nią zjedzony. Czarne wdowy żywią się głównie owadami. Większość z nich żyje 1 rok.
Nazwą czarna wdowa określane są także inne gatunki z rodzaju Latrodectus, których wygląd oraz sposób życia jest zbliżony do Latrodectus mactans.
W Polsce amatorska hodowla czarnej wdowy jest kategorycznie zabroniona.